# 亚历山大 (巴西)
亚历山大是巴西北大河州的一个市镇。总面积381.202平方公里，总人口13175人，人口密度34.6人/平方公里。